# Sepp Mühlbauer
Sepp Mühlbauer, né le 20 mai 1904, mort le 13 février 1995 à Lausanne, est un sauteur à ski suisse.

## Biographie
Il est champion de Suisse junior en 1920. Il remporte le concours de Noël à Saint-Moritz en 1926, 1927 et 1930.
En 1928, il prend part aux Jeux olympiques de Saint-Moritz, à domicile, alors qu'il s'est blessé un mois avant la compétition.
Il y se classe septième.
Il pratique également la course à pied et le ski alpin, sport où il défend le club SC Alpina à Saint-Moritz, en compagnie de son ami Giovanni Testa.

## Palmarès

### Jeux olympiques
| Épreuve / Édition | St-Moritz 1928 |
| Individuel        | 7e             |